# Hogna inexorabilis
Hogna inexorabilis este o specie de păianjeni din genul Hogna, familia Lycosidae. A fost descrisă pentru prima dată de O. P.-cambridge, 1869. Conform Catalogue of Life specia Hogna inexorabilis nu are subspecii cunoscute.